# Pietro Sterbini
Pietro Sterbini (* 25. Januar 1793 in Sgurgola; † 1. Oktober 1863 in Neapel) war ein italienischer Arzt, Journalist, Politiker und in jüngeren Jahren ein aktiver Carbonaro während des Risorgimento.

## Leben
Sterbini besuchte zunächst das bischöfliche Priesterseminar Veroli. Darauf studierte er an der Universität Rom Medizin und erzielte einen Abschluss im Fach Chirurgie.
1821 führte Sterbini Aufständische in den Marken, in der Romagna und in Umbrien an. Sein beabsichtigter Marsch auf Rom wurde der päpstlichen Polizei bekannt. Sterbini gelang mit gefälschtem Pass die Flucht über die Toskana nach Korsika. In Marseille wurde er 1835 einer der Anhänger Mazzinis und war dort journalistisch für das Junge Italien tätig.
1846 wurde er vom Papst Pius IX. begnadigt und kehrte nach Rom zurück. Gemeinsam mit Massimo d’Azeglio schlug er dort dem Papst Verwaltungsreformen vor.
Nach dem Attentat auf Pellegrino Rossi am 15. November 1848 wurde er in der Regierung des Kirchenstaates Handelsminister. Auf diesem Posten war er auch für die Vergabe öffentlicher Arbeiten zuständig.
Am 9. Februar 1849 rief Mazzini die Römische Republik aus. Der Papst floh nach Gaeta. Sterbini war Mitglied der Konstituierenden Versammlung und wurde in der Provisorischen Regierung Minister für öffentliche Bauten – führte also die oben genannte Vergabe öffentlicher Arbeiten fort. Bereits am 8. März verließ er die Regierung und erhielt die Aufsicht über öffentliche Institutionen – zum Beispiel Museen und Bibliotheken.
Schon Anfang Juli 1849 machte das Expeditionskorps unter General Oudinot, vom Papst ins Land gerufen, der Römischen Republik den Garaus. Sterbini flüchtete über Sizilien nach Paris. In der Seine-Metropole gab er Gedichte heraus. Die letzten Lebensjahre arbeitete Sterbini als Journalist in Neapel.

## Anmerkung
1. ↑  
Trotz seines frühzeitigen Rückzuges aus den Regierungsgeschäften hatte Sterbini bis auf die Letzte noch ein Wörtchen in der Konstituierenden Versammlung mitzureden. Die Historikerin Ricarda Huch erzählt im ersten Teil ihrer Geschichten von Garibaldi eine diesbezügliche Begebenheit aus den letzten Tagen der Römischen Republik. In der Versammlung am 26. Juni 1849 – also wenige Tage vor dem Ende der Republik auf dem Boden des Kirchenstaates – ist Sterbini der einzige unter den zahlreichen Rednern, der in der Stunde der Not Garibaldi zum Diktator ausrufen will. Der Beifall unterbleibt. Die Gegner erinnern ihn an seine entgegengesetzte Haltung noch am 30. April 1849 zu dieser Frage. Sterbini lässt sich nicht beirren. Er habe – „redegewandt und hitzig“, wie er war – erwidert, da das „bürgerliche Regiment wanke“, müsse nun das Schwert allein herrschen. (Huch, S. 257, 7. Z.v.u. bis S. 258, 10. Z.v.u.)

| Personendaten    | Personendaten                                  |
| ---------------- | ---------------------------------------------- |
| NAME             | Sterbini, Pietro                               |
| KURZBESCHREIBUNG | italienischer Freiheitskämpfer im Risorgimento |
| GEBURTSDATUM     | 25. Januar 1793                                |
| GEBURTSORT       | Sgurgola                                       |
| STERBEDATUM      | 1. Oktober 1863                                |
| STERBEORT        | Neapel                                         |